# Sulawansa
Sulawansa (o Sulavansa) és el nom donat als reis de Sri Lanka posteriors als esmentats al llibre Mahavansa que acaba a inicis del segle iv. El nom vol dir Baixa Dinastia o Llinatge Inferior (en el sentit de Posterior).
La dinastia Sulawansa (de fet diversos llinatges) el formen una sèrie de reis autòctons de diverses branques amb 110 reis dels que el més destacat fou Prakramabahu I el Gran (1153) i que es va estendre fins a Sri Vikrama Raja Singha (deposat el 1815).